# Wilhelm Tappe

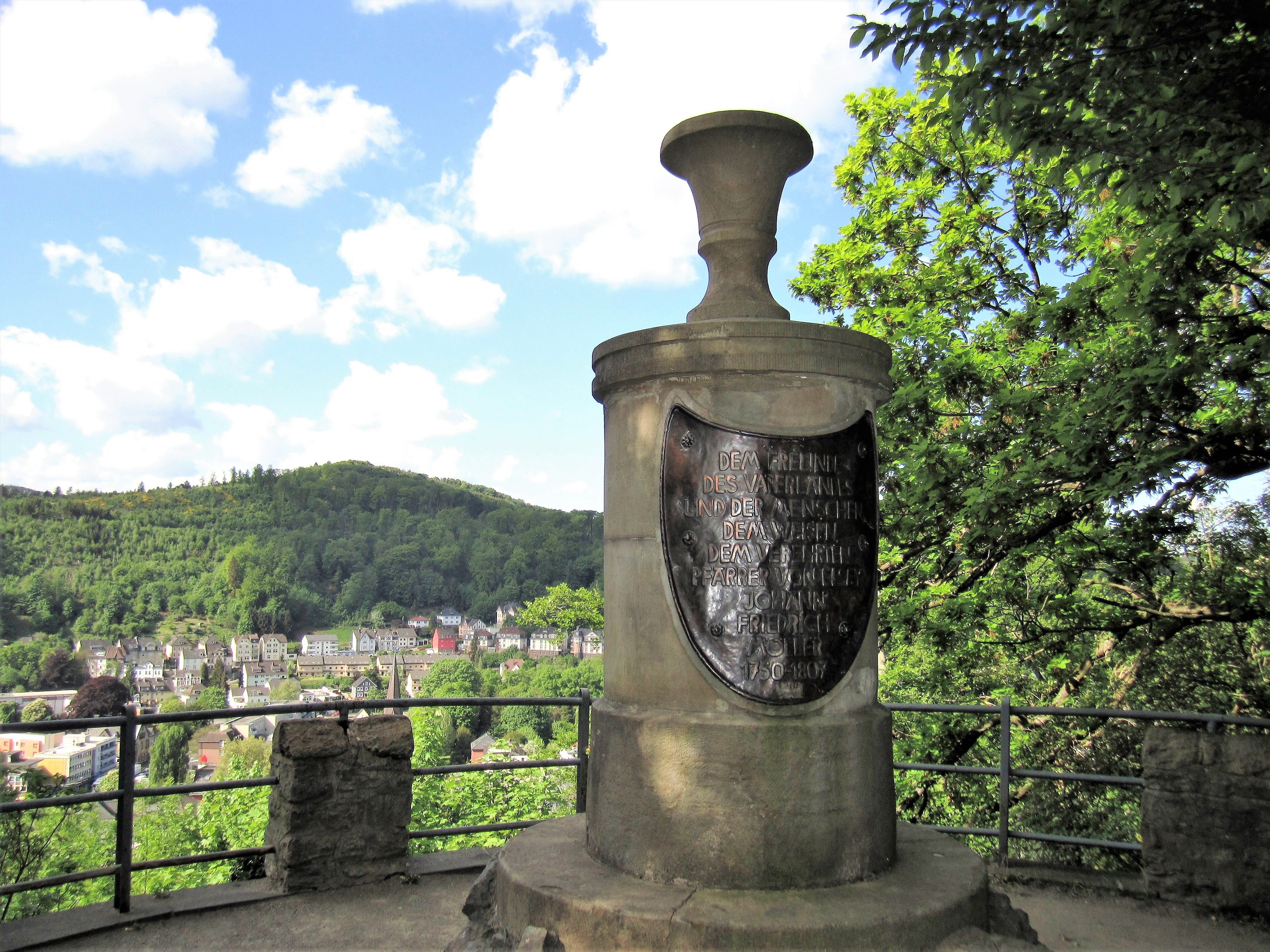
Möllerdenkmal in Hohenlimburg

Wilhelm Tappe (* 1769 in Lüdenscheid; † 1823) war ein deutscher Architekt, Zeichenlehrer, Grafiker, Baubeamter, Architekturtheoretiker und Dichter. Er war Verfasser einer der ersten deutschen Kunstgeschichten.

## Leben
Von 1810 bis 1813 war er in Hagen tätig. Anschließend wurde er von Fürstin Pauline zur Lippe zum Landbaumeister im Fürstentum Lippe ernannt; er übte dieses Amt von 1813 bis 1819 in Detmold aus.
Zwischen 1818 und 1823 propagierte er in acht Schriften einen halbkugelförmigen Bautypus in Lehmbauweise. Er nannte seine Form „Ellipsenbogenstil“ und erläuterte: „Das organische Leben arbeitet in das Runde bildend“. Ein Prototyp in Hiddesen musste wegen mangelnder Isolation gegen Feuchtigkeit im Jahr 1823 wieder abgebrochen werden. Auch seine anderen auf diese Weise errichteten Bauten hatten keinen Bestand. Erhalten geblieben sind dagegen die Umbauarbeiten am Haus Hemer sowie die nach seinen Entwürfen errichteten Denkmäler für den Elseyer Stiftsprediger Johann Friedrich Möller, die 1814 und 1816 in Hohenlimburg eingeweiht wurden. Tappe versuchte als erster, bei der Formfindung von Gewölben die Kettenlinie einzusetzen.

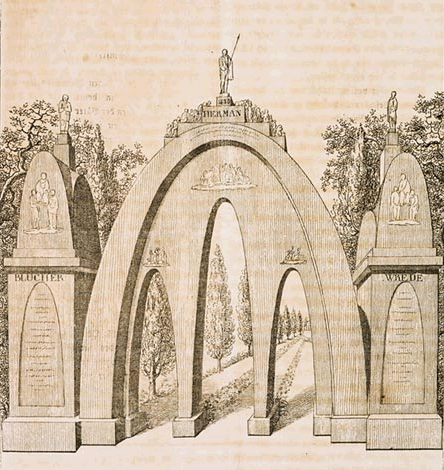
Entwurf eines Hermannsdenkmals

Im Jahr 1820 veröffentlichte er die Ergebnisse seiner Kartierung von Grabhügeln in Paderborn und Lippe und erreichte den Schutz der Gräber. Aus dem Jahre 1823 stammt ein Entwurf Tappes für ein Hermannsdenkmal über einem Tor mit Bogenformen.
Auch in anderen Bereichen außerhalb des Bauwesens versuchte sich Tappe. So wurde nach seinen Vorschlägen der Zeichenunterricht in den höheren Bürgerschulen der Grafschaft Mark eingeführt, und der preußische Etat- und Kriegsminister Friedrich Anton von Heynitz (1725–1802) wurde auf ihn aufmerksam. Außerdem setzte sich Tappe für die Lüdenscheider Industrie ein. Unter Mitwirkung seiner Verwandten richtete er eine Musterkartenherstellung für die dortige Knopfindustrie ein. Er betätigte sich außerdem als Werbefachmann. Damit erwarb er sich große Verdienste um die Lüdenscheider Knopfindustrie, die sich durch seinen Einsatz stark entwickelte.

## Schriften
- Die Grubenfahrt, dichterisch geschildert. Schwelm 1809. (Digitalisat)
- Allgemeine erste Uebungen im freien Zeichnen. Duisburg ca. 1812. (Digitalisat)
- Die Altertümer der deutschen Baukunst in Soest. Baedecker, Essen 1823.